# Constantia Flexibles
Constantia Flexibles ist eine Firmengruppe bestehend aus Constantia Flexibles International GmbH (seit 2004), Constantia Flexibles Group GmbH (seit 2009), Constantia Flexibles Holding GmbH (seit 2014) und Constantia Flexibles GmbH (seit 2023). Die Gruppe ist einer der weltgrößten Hersteller von flexiblen Verpackungen mit Hauptsitz in Wien.
Constantia Flexibles unterhält 37 Produktionsstandorte in 18 Ländern, hauptsächlich in Europa, Nordamerika, Afrika und Asien.
Seit Anfang Januar 2024 befindet sich das Unternehmen vollständig im Besitz des Private-Equity-Unternehmen One Rock Capital Partner mit Sitz in New York City.
Das Unternehmen verfügt über eine Geschichte und Erfahrung von über 110 Jahren im Verpackungsgeschäft. Durch die Bereitstellung von (recycelbaren) Folien-, Aluminium- und Papieroptionen bietet Constantia Flexibles Verpackungslösungen für nahezu jedes Produkt, wie Deckel, Kapseln, Getränke, Milchprodukte und Pharmaerzeugnisse.

## Unternehmensstruktur
Die Gruppe ist ein internationaler Hersteller von flexibler Verpackung, der weltweit in zwei Hauptdivisionen tätig ist: Consumer & Pharma. Der Großteil seiner Verkäufe erfolgt in Europa (73 %), Amerika (17 %), Mittlerer Osten, Afrika & Australien (8 %) und der Asien-Pazifik-Region (2 %). Die Verkaufsaufteilung zwischen den Divisionen beträgt 75 % für Consumer und 25 % für den Pharma-Markt.
Seit 2022 hat das Unternehmen seine europäische Flexodruckplattform durch internationale Übernahmen von Propak in der Türkei, FFP Packaging Solutions in Großbritannien, Drukpol in Polen und Lászlópack in Ungarn erweitert. Constantia Flexibles ist auch Teil des Joint Ventures SB-Constantia für sein indisches Geschäft mit Premji Invest und SB Packagings.
2025 übernahm das Unternehmen die Mehrheit der Aktien der Aluflexpack AG.

## Produkte
Das Unternehmen stellt flexible Verpackungen aus Kunststoff, Aluminium und Papier her. Diese werden entweder eigenständig (Monostruktur) oder in Kombination (Mehrschicht) verwendet, sowohl in direkter als auch indirekter primärer und sekundärer Verpackung für Lebensmittel- und Non-Food-Produkte, im Einzelhandel, in industriellen Anwendungen sowie im Gesundheitssektor.
Constantia Flexibles hat zwei Hauptdivisionen: Consumer & Pharma.
Die Consumer-Division bietet flexible Verpackungslösungen für Getränke, Süßwaren, Milchprodukte, Haushalts- und Körperpflegeprodukte, Fleisch und Fisch, Tierpflege, verarbeitete Lebensmittel und Snacks an und ist für 75 % des Umsatzes von Constantia Flexibles verantwortlich.
Constantia Flexibles bietet verschiedene Technologien für Verbraucherprodukte an, wie Alu-Technologie, leicht zu öffnende und wiederverschließbare Verpackungen, Filmtechnologie, Hochleistungsgrafiken, Papiertechnologie, Leistungsverpackungen und Produktsicherheit.
Die Pharma-Division trägt etwa 25 % des Umsatzes bei und produziert Verpackungen für den Gesundheitssektor, wie Blister, Behälter, Flow-Wraps, Beutel, Sachets, Schlauch- und Streifenverpackungen sowie Tabletts und bietet Verpackungen für Kapseln, Gele, Granulate, Flüssigkeiten, Pulver und vieles mehr an.
Viele der Produkte sind mit verschiedenen zusätzlichen Merkmalen erhältlich, wie z. B. Sicherheitsmerkmalen gegen Fälschung, kindersicheren Merkmalen oder Trockenmitteln. Abhängig von den Verpackungsanforderungen bietet Constantia Flexibles verschiedene Materialien wie Aluminiumfolie, Aluminium, Polypropylen (PP) und Polyethylen (PE) an.
Im Jahr 2018 führte das Unternehmen seine nachhaltigere Verpackungslinie Ecolutions ein.

## Geschichte
Constantia Flexibles ist eine Unternehmensgruppe, deren Ursprünge auf Constantia Teich zurückgehen, die 1912 in Weinburg, Österreich, gegründet wurde, und auf den Verpackungshersteller Haendler & Natermann, der 1825 in Hann, Münden, Deutschland, gegründet wurde.
Im Jahr 1912 gründeten die Brüder Richard und Ernest Teich das Unternehmen TEICH OHG und begannen mit vier Mitarbeitern mit der Herstellung von Walzen aus Zinn- und Bleifolien. Im Jahr 1952 wurde der Flexodruck in das Produktionsprogramm aufgenommen, und somit wurde der erste Schritt in der Erfolgsgeschichte der höheren Veredelung (Folienverarbeitung) unternommen. Im Jahr 1969 gründete der österreichische Unternehmer Herbert Turnauer die Constantia Industrieverwaltungsgesellschaft m.b.H. mit der Aufgabe, die Verwaltung von Investitionen in verschiedenen Industrieunternehmen der Turnauer-Gruppe durchzuführen. Im Jahr 1970 erwarb Herbert Turnauer die Teich AG als Hauptaktionär.
Durch den Kauf neuer Stanzmaschinen im Jahr 1985 wurde die Produktion von Becherverschlüssen um mehr als die Hälfte erhöht. Nur wenige Jahre später nahm die Teich-Gruppe die Position des Weltmarktführers in diesem Sektor ein. Im Jahr 1999 betrat Constantia Flexibles den Markt für UV-Flexodruck. Durch die Inbetriebnahme des damals neuen Co-Extrusionsbeschichtungssystems im Jahr 2002 wurde eine weitere Erweiterung der technologischen Vielfalt ermöglicht.
Im Jahr 2004 wurde der Grundstein für Constantia Flexibles durch die formale Fusion der Teich-Gruppe und der Haendler & Natermann-Gruppe gelegt. Zwei Jahre später, im Jahr 2006, wurde die heute noch gültige Dachmarke mit dem Logo eingeführt. Im Jahr 2010 wurde ein zweites Walzwerk in Betrieb genommen. Seit 2012 befindet sich der Hauptsitz von Constantia Flexibles in Wien, Österreich.
Im Oktober 2015 eröffnete Constantia Flexibles ihr Kompetenzzentrum für Forschung und Entwicklung von Polymerfolien und Folienverbunden für flexible Verpackungen. Das Zentrum befindet sich in der zweitgrößten Produktionsanlage des Unternehmens in Weiden, Deutschland.
Neben dem Fokus auf Nachhaltigkeit investiert Constantia Flexibles auch in seine Einrichtungen. Im Oktober 2022 kündigte das Unternehmen an, 80 Millionen Euro in sein Teich-Werk in Niederösterreich zu investieren. Teil des Projekts ist ein neues Walzwerk zur Herstellung von Aluminiumverpackungen, wobei auch hier auf kohlenstoffarmes Aluminium Wert gelegt wird.

## Standorte
Constantia Flexibles ist ein globales Unternehmen mit Präsenz in 18 Ländern, von Mexiko bis Vietnam, wobei der Schwerpunkt vor allem auf dem europäischen Markt liegt. Die größte Produktionsstätte des Unternehmens befindet sich in Österreich, genauer gesagt in Weinburg, Niederösterreich, dem Ort, an dem das Unternehmen ursprünglich gegründet wurde. Der Unternehmenshauptsitz von Constantia Flexibles befindet sich in Wien, Österreich.